# Zenon Różycki
Zenon Amon Różycki (ur. 18 grudnia 1913 w Poznaniu, zm. 31 marca 1992 w Wilsonville) – polski koszykarz. Reprezentant Polski, zawodnik klubów poznańskich.

## Życiorys
W reprezentacji debiutował w 1935 r., uczestnicząc w pierwszym oficjalnym meczu tej drużyny - 16 lutego 1935 r. z Estonią w Tallinnie. Wystąpił m.in. w Letnich Igrzyskach Olimpijskich w Berlinie 1936, w których zajął z drużyną 4 miejsce. Zagrał we wszystkich 6 meczach. Następnie uczestniczył w Mistrzostwach Europy w 1937 r., w których reprezentacja Polski zajęła również 4 miejsce. Wystąpił wówczas we wszystkich pięciu meczach, rzucając 50 punktów, w tym historyczne pierwsze punkty dla Polski w tych rozgrywkach. Zakwalifikowany do reprezentacji na kolejne ME w 1939 r. zrezygnował z wyjazdu z uwagi na końcowe egzaminy na studiach. Łącznie w latach 1935-1939 rozegrał 25 meczów w reprezentacji.
W barwach AZS Poznań zdobył mistrzostwo Polski w 1930, 1931 i 1932 roku. Następnie od 1933 r. reprezentował drużynę Kolejowego Przysposobienia Wojskowego (KPW) Poznań z którą wywalczył czwarte miejsce w 1934 r. i mistrzostwo Polski w 1935 r. W 1937 r. powrócił do AZS Poznań i zdobył z tą drużyną kolejne mistrzostwo Polski w 1937 oraz wicemistrzostwo w 1938 r.
Zdobył również srebrny medal w mistrzostwach Polski w piłce ręcznej 11-osobowej w barwach KPW Poznań w 1935 r.
Absolwent Uniwersytetu im. Adama Mickiewicza w Poznaniu. Uczestnik kampanii wrześniowej 1939 r. Wzięty do niewoli przebywał w obozie w Murnau. Po II wojnie światowej pozostał na emigracji. 